# Tex Harding (Schriftsteller)
Tex Harding, eigentlich Heinrich Peskoller oder Heinrich Pescoller (* 16. Dezember 1902 in Budapest; † nach 1940) war ein österreichischer Schriftsteller, der Abenteuerromane verfasste. Zeitweise nannte er sich auch Harry Brown.

## Leben
Tex Harding lebte lange Zeit in Amerika. 1931 kam er nach Deutschland, wo ihm nach der „Machtergreifung“ die Reichsschrifttumskammer zunächst die Schreiberlaubnis entzog, dann wieder erteilte. 1940 wandte er sich an SS-Untersturmführer Otto Schulz-Kampfhenkel mit dem Vorschlag, Französisch-Guayana für Deutschland zu erobern. Der Plan wurde im Reichssicherheitshauptamt anfangs ernsthaft geprüft, dann jedoch verworfen.
Er glaube, dass man es bei Tex Harding „mit einem sehr wichtigen und beispiellos begabten Autor zu tun hat“, schrieb Walter Benjamin im Sommer 1933 nach dem Lesen des ersten Kapitels von Verschollen. Auf den Spuren des Obersten Fawcett.

## Werke
- Verschollen. Auf den Spuren des Obersten Fawcett, 1933
- Die Insel des Nachtmärchens. Ein abenteuerlicher Roman aus den Tropen, 1934
- 76 Kilo Gold, 1935
- Menschen die gejagt werden, 1938
- Diamantenrausch, 1939
- Verschollen auf den Spuren des Obersten Fawcett Teil I und II, Neue Abenteuer Nr. 116 und 115, 1957
- Dschungelgold, (basiert auf 76 Kilo Gold, erschienen in der Buchreihe Welt der Abenteuer), 1967